# Westlicher Bahnhofskanal
El Westlichter Bahnhofskanal és un canal navegable industrial al port d'Harburg a l'estat federal alemany d'Hamburg. Connecta el Lotsekanal i el Verkehrshafen. Es troba al costat occidental de l'estació de mercaderies - avui desapareguda. Fins a l'ocàs del port interior després de l'arribada del transport per contenidors per vaixells massa llargs, es considerava com un dels ports més moderns i eficaços de la regió, per la seva connexió ferroviària al mig de les dàrsenes: del westlichter i Östlicher Bahnhofskanal.

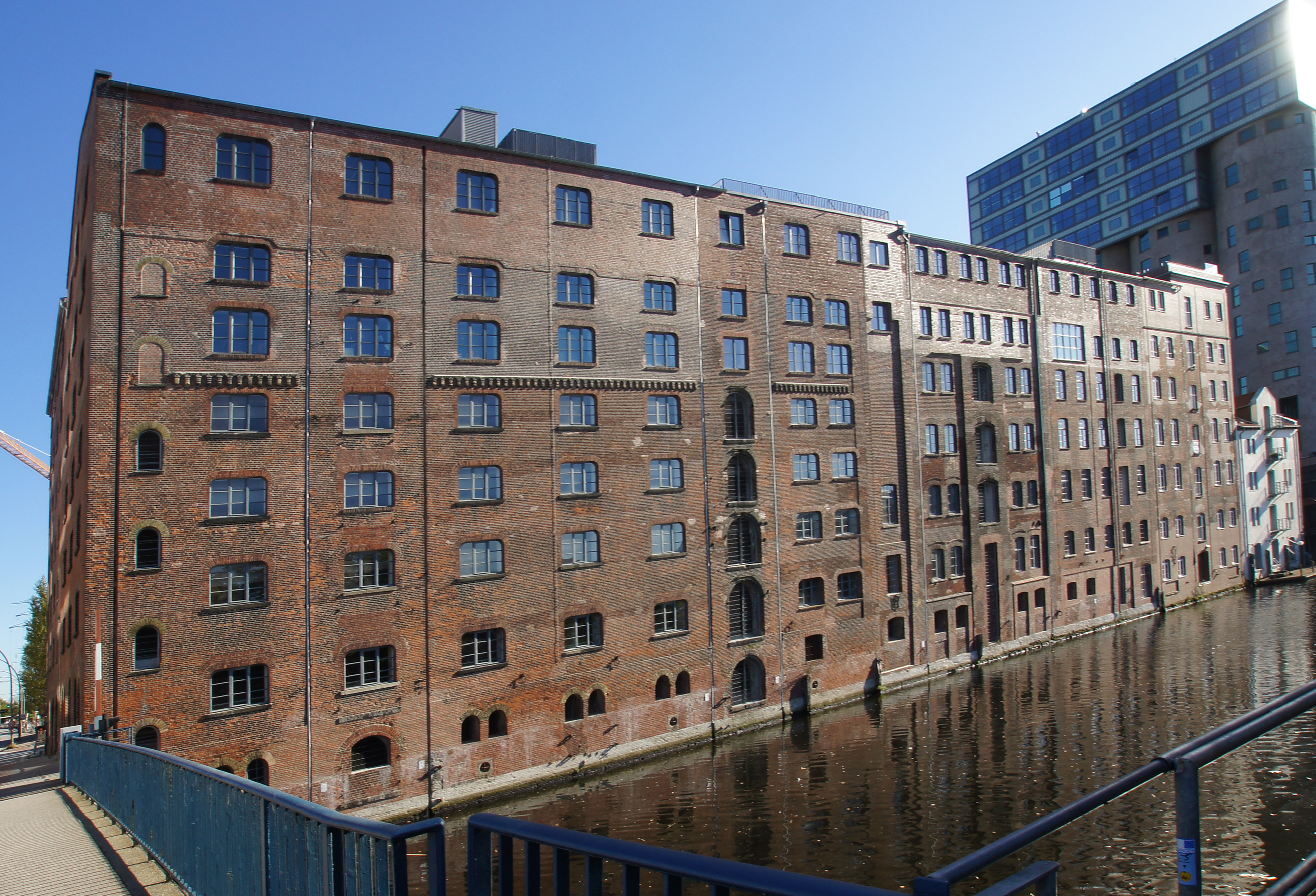
Els antics Molins d'Harburg (avui un edifici de despatxos)
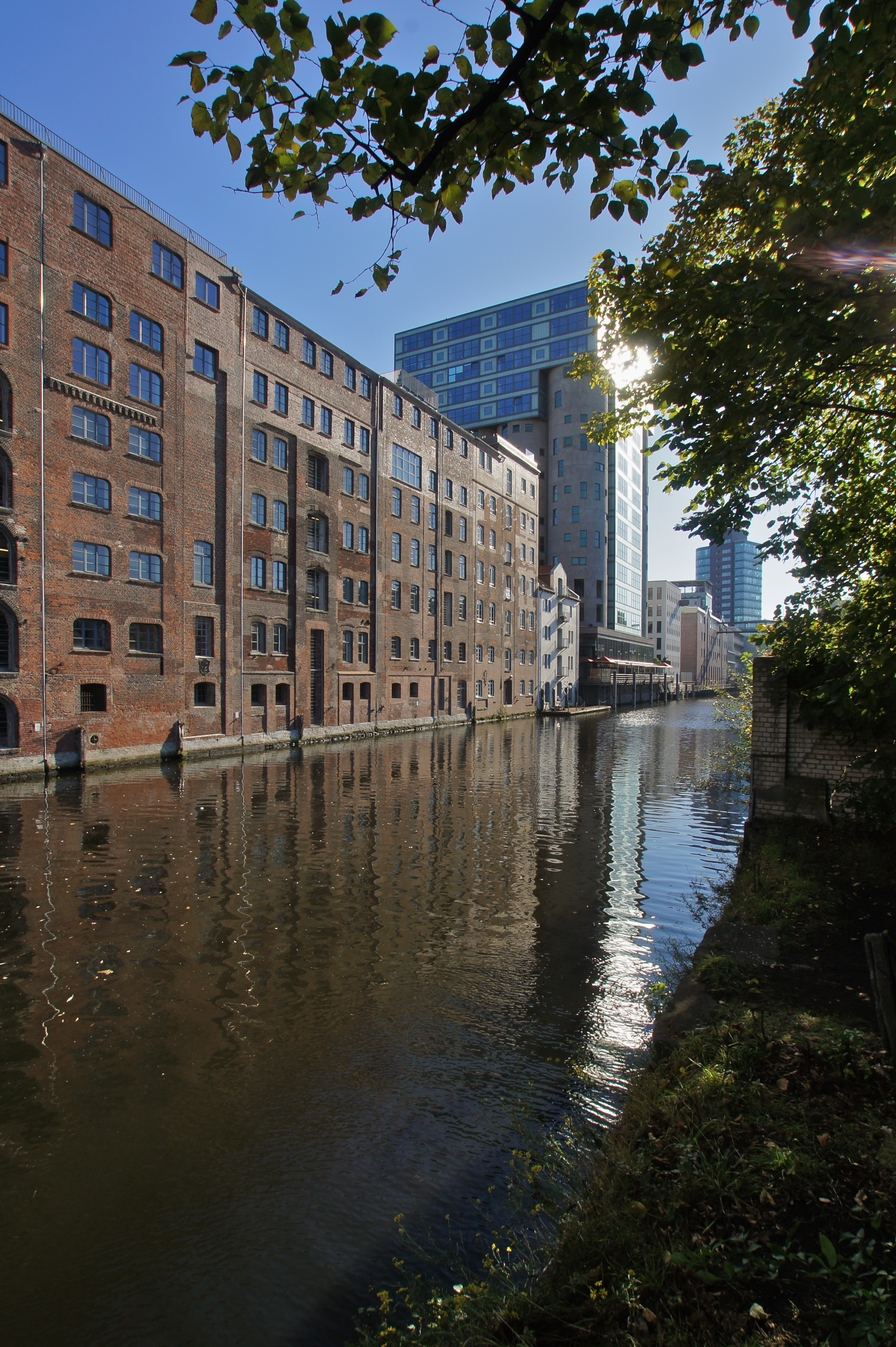
El canal en direcció sud